# Collegio elettorale di Tivoli (Camera dei deputati)
Il collegio di Tivoli fu un collegio elettorale uninominale della Repubblica Italiana per l'elezione della Camera dei deputati. Apparteneva alla circoscrizione Lazio 1 e fu utilizzato per eleggere un deputato nella XII, XIII e XIV legislatura.
Venne istituito nel 1993 con la cosiddetta Legge Mattarella (Legge n. 277, Nuove norme per l'elezione della Camera dei deputati), attuata in seguito al referendum abrogativo del 1993. La legge istituì per la Camera dei deputati e per il Senato della Repubblica un sistema di elezione misto, in parte maggioritario e in parte proporzionale. Il 75% dei parlamentari dell'assemblea veniva eletto in collegi uninominali tramite sistema maggioritario a turno unico; il restante 25% alla Camera veniva eletto tramite sistema proporzionale con liste bloccate.
Il collegio venne abolito insieme a tutti gli altri che costituivano la Camera con la promulgazione della legge elettorale successiva, la cosiddetta Legge Calderoli. Questa prevedeva un sistema proporzionale con premio di maggioranza, che alla Camera veniva attribuito a livello nazionale.

## Territorio
Il collegio di Tivoli era uno dei 43 collegi uninominali in cui era suddiviso il Lazio e, come previsto dal D.Lgs. del 20 dicembre 1993 n. 536, era interamente compreso nella provincia di Roma e comprendeva i seguenti comuni: Affile, Agosta, Anticoli Corrado, Arcinazzo Romano, Arsoli, Bellegra, Camerata Nuova, Canterano, Capranica Prenestina, Casape, Castel Madama, Cerreto Laziale, Cervara di Roma, Ciciliano, Cineto Romano, Gerano, Jenne, Licenza, Mandela, Marano Equo, Olevano Romano, Percile, Pisoniano, Poli, Riofreddo, Rocca Canterano, Rocca di Cave, Roccagiovine, Rocca Santo Stefano, Roiate, Roviano, Sambuci, San Gregorio da Sassola, San Polo dei Cavalieri, San Vito Romano, Saracinesco, Subiaco, Tivoli, Vallepietra, Vallinfreda, Vicovaro e Vivaro Romano.

## Eletti
| Elezione | Elezione | Deputato         | Partito                     |
| -------- | -------- | ---------------- | --------------------------- |
|          | 1994     | Andrea Agnaletti | Polo del Buon Governo (CCD) |
|          | 1996     | Fabio Ciani      | L'Ulivo (UD/PPI)            |
| 2001     |          | Fabio Ciani      | L'Ulivo (UD/PPI)            |

## Dati elettorali

### XII legislatura

#### Risultati proporzionale
| Coalizioni        | Coalizioni                          | Liste                                 | Liste                               | Voti   | %     |
| ----------------- | ----------------------------------- | ------------------------------------- | ----------------------------------- | ------ | ----- |
|                   | Polo del Buon Governo               |                                       | Alleanza Nazionale                  | 16.918 | 21,66 |
|                   | Polo del Buon Governo               | Forza Italia                          | 15.351                              | 19,65  |       |
| Totale coalizione | Totale coalizione                   | 32.269                                | 41,31                               |        |       |
|                   | Progressisti                        |                                       | Partito Democratico della Sinistra  | 18.830 | 24,11 |
|                   | Progressisti                        | Rifondazione Comunista                | 5.607                               | 7,18   |       |
|                   | Progressisti                        | Partito Socialista Italiano           | 1.770                               | 2,27   |       |
|                   | Progressisti                        | Federazione dei Verdi                 | 1.617                               | 2,07   |       |
|                   | Progressisti                        | Alleanza Democratica                  | 933                                 | 0,92   |       |
|                   | Progressisti                        | Movimento per la Democrazia - La Rete | 421                                 | 0,54   |       |
| Totale coalizione | Totale coalizione                   | 29.178                                | 37,09                               |        |       |
|                   | Patto per l'Italia                  |                                       | Partito Popolare Italiano           | 9.358  | 11,98 |
|                   | Patto per l'Italia                  | Patto Segni                           | 4.041                               | 5,17   |       |
| Totale coalizione | Totale coalizione                   | 13.399                                | 17,15                               |        |       |
|                   | Lista Pannella                      | Lista Pannella                        | Lista Pannella                      | 1.874  | 2,40  |
|                   | Socialdemocrazia                    | Socialdemocrazia                      | Socialdemocrazia                    | 961    | 1,23  |
|                   | Partito della Legge Naturale        | Partito della Legge Naturale          | Partito della Legge Naturale        | 247    | 0,32  |
|                   | Movimento Europa Liberale Cristiana | Movimento Europa Liberale Cristiana   | Movimento Europa Liberale Cristiana | 143    | 0,18  |
|                   | Alleanza per i Castelli             | Alleanza per i Castelli               | Alleanza per i Castelli             | 45     | 0,06  |
| Totale            | Totale                              | Totale                                | Totale                              | 78.116 |       |

#### Risultati uninominale
|                               | Andrea Agnaletti ✔️ Eletto | Polo del Buon Governo (FI - AN - CCD - UDC - PLD) | 34 702 | 45,35 |  |  |  |  |  |
|                               | Enzo Ceremigna             | Progressisti                                      | 28 048 | 36,66 |  |  |  |  |  |
|                               | Ernesto Stajano            | Patto per l'Italia                                | 13 766 | 17,99 |  |  |  |  |  |
| Totale                        | Totale                     | Totale                                            | 76 516 | 100   |  |  |  |  |  |
|                               |                            |                                                   |        |       |  |  |  |  |  |
| Fonte: Ministero dell'interno |                            |                                                   |        |       |  |  |  |  |  |

### XIII legislatura

#### Risultati proporzionale
| Coalizioni        | Coalizioni                         | Liste                                     | Liste                              | Voti   | %     |
| ----------------- | ---------------------------------- | ----------------------------------------- | ---------------------------------- | ------ | ----- |
|                   | Polo per le Libertà                |                                           | Alleanza Nazionale                 | 21.373 | 27,79 |
|                   | Polo per le Libertà                | Forza Italia                              | 10.915                             | 14,19  |       |
|                   | Polo per le Libertà                | CCD-CDU                                   | 5.082                              | 6,61   |       |
| Totale coalizione | Totale coalizione                  | 36.370                                    | 48,59                              |        |       |
|                   | L'Ulivo                            |                                           | Partito Democratico della Sinistra | 18.402 | 23,93 |
|                   | L'Ulivo                            | Popolari per Prodi (PPI-SVP-PRI-UD-Prodi) | 5.060                              | 6,58   |       |
|                   | L'Ulivo                            | Rinnovamento Italiano                     | 3.225                              | 4,19   |       |
|                   | L'Ulivo                            | Federazione dei Verdi                     | 1.454                              | 1,89   |       |
| Totale coalizione | Totale coalizione                  | 28.141                                    | 36,59                              |        |       |
|                   | Progressisti                       |                                           | Rifondazione Comunista             | 8.490  | 11,04 |
|                   | Lista Pannella - Sgarbi            | Lista Pannella - Sgarbi                   | Lista Pannella - Sgarbi            | 1.121  | 1,46  |
|                   | Movimento Sociale Fiamma Tricolore | Movimento Sociale Fiamma Tricolore        | Movimento Sociale Fiamma Tricolore | 884    | 1,15  |
|                   | Partito Socialista                 | Partito Socialista                        | Partito Socialista                 | 814    | 1,06  |
|                   | Partito Umanista                   | Partito Umanista                          | Partito Umanista                   | 76     | 0,10  |
| Totale            | Totale                             | Totale                                    | Totale                             | 76.896 |       |

#### Risultati uninominale
|                               | Fabio Ciani ✔️ Eletto | L'Ulivo             | 39 182 | 51,92 |  |  |  |  |  |
|                               | Livio Proietti        | Polo per le Libertà | 36 280 | 48,08 |  |  |  |  |  |
| Totale                        | Totale                | Totale              | 75 462 | 100   |  |  |  |  |  |
|                               |                       |                     |        |       |  |  |  |  |  |
| Fonte: Ministero dell'interno |                       |                     |        |       |  |  |  |  |  |

### XIV legislatura

#### Risultati proporzionale
| Coalizioni        | Coalizioni              | Liste                   | Liste                                 | Voti   | %     |
| ----------------- | ----------------------- | ----------------------- | ------------------------------------- | ------ | ----- |
|                   | Casa delle Libertà      |                         | Forza Italia                          | 18.141 | 23,62 |
|                   | Casa delle Libertà      | Alleanza Nazionale      | 14.446                                | 18,81  |       |
|                   | Casa delle Libertà      | CCD-CDU                 | 2.303                                 | 3,00   |       |
|                   | Casa delle Libertà      | Nuovo PSI               | 1.209                                 | 1,57   |       |
| Totale coalizione | Totale coalizione       | 36.099                  | 47,00                                 |        |       |
|                   | L'Ulivo                 |                         | La Margherita (Dem - PPI - RI- UDEUR) | 14.735 | 19,19 |
|                   | L'Ulivo                 | Democratici di Sinistra | 10.379                                | 13,52  |       |
|                   | L'Ulivo                 | Il Girasole (FdV - SDI) | 1.917                                 | 2,50   |       |
|                   | L'Ulivo                 | Comunisti Italiani      | 1.248                                 | 1,63   |       |
| Totale coalizione | Totale coalizione       | 28.279                  | 36,84                                 |        |       |
|                   | Rifondazione Comunista  | Rifondazione Comunista  | Rifondazione Comunista                | 4.557  | 5,93  |
|                   | Lista Di Pietro         | Lista Di Pietro         | Lista Di Pietro                       | 3.142  | 4,09  |
|                   | Democrazia Europea      | Democrazia Europea      | Democrazia Europea                    | 2.139  | 2,79  |
|                   | Lista Pannella - Bonino | Lista Pannella - Bonino | Lista Pannella - Bonino               | 1.175  | 1,53  |
|                   | Fiamma Tricolore        | Fiamma Tricolore        | Fiamma Tricolore                      | 622    | 0,81  |
|                   | Fronte Nazionale        | Fronte Nazionale        | Fronte Nazionale                      | 575    | 0,75  |
|                   | Lega Nord               | Lega Nord               | Lega Nord                             | 107    | 0,14  |
|                   | Paese Nuovo             | Paese Nuovo             | Paese Nuovo                           | 60     | 0,08  |
|                   | Abolizione scorporo     | Abolizione scorporo     | Abolizione scorporo                   | 35     | 0,05  |
| Totale            | Totale                  | Totale                  | Totale                                | 76.790 |       |

#### Risultati uninominale
|                               | Fabio Ciani ✔️ Eletto | L'Ulivo            | 34 899 | 45,74 |  |  |  |  |  |
|                               | Livio Proietti        | Casa delle Libertà | 34 307 | 44,96 |  |  |  |  |  |
|                               | Maddalena Di Lorenzi  | Lista Di Pietro    | 4 154  | 5,44  |  |  |  |  |  |
|                               | Daniele De Lellis     | Democrazia Europea | 2 939  | 3,85  |  |  |  |  |  |
| Totale                        | Totale                | Totale             | 76 299 | 100   |  |  |  |  |  |
|                               |                       |                    |        |       |  |  |  |  |  |
| Fonte: Ministero dell'interno |                       |                    |        |       |  |  |  |  |  |